# Rhyacophila narvae
Rhyacophila narvae is een schietmot uit de familie Rhyacophilidae. De soort komt voor in het Palearctisch en het Nearctisch gebied.